# Exo Sorel-Varennes
Exo Sorel-Varennes est une constituante de l'organisme de transport en commun Exo assurant les services de transport en commun des municipalités de Sorel-Tracy, Varennes, Verchères, Contrecœur, Saint-Amable et Saint-Joseph-de-Sorel au Québec, Canada. Avant juin 2017, l'entité se nomme Conseil intermunicipal de transport Sorel-Varennes ou encore CITSV. 
Le service se déploie principalement dans l'axe de la route 132 et relie ces villes avec le terminus Longueuil et par conséquent la station Longueuil–Université-de-Sherbrooke du métro de Montréal. Certains trajets desservent également le Cégep Édouard-Montpetit à Longueuil et le terminus De Montarville à Boucherville.
Les autobus sont exploités par le Groupe Transbus en vertu d'un contrat de dix ans signé en 2012. La compagnie La Québécoise était auparavant l'exploitante des autobus du CITSV. 

## Circuits
| No.              | Description du circuit | Horaires et trajet |
| ---------------- | --- | ------------------ |
| 700              | Tous les jours, relie Sorel-Tracy au Terminus Longueuil en passant par Saint-Joseph-de-Sorel, Contrecœur, Verchères, et Varennes.                                   | Horaire            |
| 705              | Pointe AM/PM, EXPRESS reliant Sorel-Tracy au Terminus Longueuil en passant par l'autoroute 30 avec un arrêt à Varennes.                                             | Horaire            |
| 707              | Pointe AM/PM, EXPRESS reliant Sorel-Tracy au Terminus Longueuil en passant par l'autoroute 30 avec un arrêt devant le siège social du Groupe Jean Coutu à Varennes. | Horaire            |
| 708              | Pointe AM/PM, relie Sorel-Tracy, Varennes (Jean-Coutu) au terminus Longueuil. Pas de service de fin de semaine.                                                     | Horaire            |
| 709              | Pointe AM/PM, relie Sorel-Tracy et Contrecœur au terminus Longueuil. Pas de service de fin de semaine.                                                              | Horaire            |
| 710              | Pointe AM/PM, relie Verchères au terminus Longueuil. Pas de service de fin de semaine.                                                                              | Horaire            |
| 720              | Lundi au vendredi, relie Varennes à Longueuil; les départs à l'heure de pointe desservent uniquement le Cégep Édouard-Montpetit.                                    | Horaire            |
| 721              | Pointe AM-PM, relie Varennes au Terminus Longueuil. | Horaire            |
| 722              | Pointe AM-PM, relie Varennes au Terminus Longueuil. | Horaire            |
| 723              | Lundi au vendredi, relie l'IREQ et le parc scientifique de Varennes (boulevard Lionel-Boulet) au Terminus Longueuil.                                                | Horaire            |
| 724              | Lundi au vendredi, EXPRESS reliant Varennes au Terminus Longueuil et servant au repositionnement des autobus.                                                       | Horaire            |
| 730              | Lundi au vendredi, relie Saint-Amable à Longueuil (Desserte complète du territoire de Saint-Amable); certains passages au Cégep Édouard-Montpetit.                  | Horaire            |
| 731              | Lundi au vendredi, relie Saint-Amable au Terminus Longueuil (Desserte de la Rue principale et du secteur sud de Saint-Amable).                                      | Horaire            |
| 732              | Lundi au vendredi hors-pointe, relie Saint-Amable au Terminus Longueuil (Rue principale entre les rues Katy et Auger).                                              | Horaire            |
| 733              | Lundi au vendredi, EXPRESS reliant Saint-Amable au Terminus Longueuil.                                                                                              | Horaire            |
| Liste des lignes | |                    |